# دايفيد جاي بوتر
دايفيد جاي بوتر (بالإنجليزية: David J. Porter)‏ هو شخصية أعمال أمريكي، ولد في 21 أبريل 1956 في فورت لويس في الولايات المتحدة.